# Bdellophaga angulata
Bdellophaga angulata es una especie de arácnido  del orden Solifugae de la familia Gylippidae. Es la única especie del género Bdellophaga

## Distribución geográfica
Se encuentra en Namibia.